# Vescomtat de Murat
El vescomtat de Murat fou una jurisdicció feudal de l'Alvèrnia, al Carladès amb centre a Murat.
El vescomtat formava part del Carladès, comtat administrat per vescomtes des d'aproximadament el 918. Probablement fou el vescomte de Carlat o Carladès Bernat II (i no el seu avi Bernat I), que era viu encara el 980, qui va donar les terres de Murat al seu segon fill Guerau o Gerard mentre el seu germà gran Gilbert I fou vescomte a Carlat. Així Guerau va esdevenir un vescomte vassall, lligams però que es van trencar amb el temps. La successió fou regular de pares a fills amb l'excepció de Pere II, la vinculació del qual no ha estat possible establir (Guillem II fou fill de Pere I). El 1351 el vescomte de Carlat, Renaud I de Pons va reconèixer alguns feus (l'enclavament de Paulhac) al vescomte Begon a canvi que aquest es reconegués vassall de Carlat per tot el vescomtat. La dinastia es va extingir amb la mort el 1359 del vescomte Begon que només va deixar una filla, Helix, que es va casar amb Bertran de Cardaillac. El seu fill Guillem de Cardaillac va heretar el vescomtat i va iniciar la dinastia dels Cardaillac que es va acabar de fet amb Pons I que fou expulsat per les forces del comte Bernat VII d'Armanyac el 1415 i finalment incorporat als dominis dels Armanyac tot i les protestes de Pons II senyor de Cardaillac. Guillem V, baró de Privezac, fill de Pons II, només va deixar una filla anomenada Margarita que es va casar amb Guiu de Levis, baró de Quelús, acabant així la casa de Cardaillac.
El vescomtat, part dels dominis Armanyac, va seguir llavors el mateix destí que el Carlat o Carladès i es va incorporar a la corona francesa el 1527 sense que, com a títol, fos tornat a atribuir.

## Llista de vescomtes
- Bernat I de Carlat abans de 980
- Guerau, vers 980-1000
- Ricard, vers 1000-1030
- Gilbert, vers 1030-1060
- Guillem I 1060-096
- Joan I 1096-1135
- Pere I 1135-?
- Pere II ? ??
- Guillem II ?-1209
- Pere III 1209-1260
- Pere IV 1260-1274
- Guillem III 1274-1314
- Begon 1314-1359
- Helix 1359-?
- Bernat de Cardaillac (espòs) vers 1359
- Guillem IV (III de Cardaillac) ?-1372
- Pons I de Cardaillac 1372-1415
- Pons II de Cardaillac (pretenent) 1415-1458
- Bernat I (VII d'Armanyac) 1415-1418 (comte d'Armanyac)
- Bernat II de Pardiac 1418-1462 (comte de Pardiac)
- Jaume de Nemours 1462-1477 (comte de Pardiac i duc de Nemours)
- Jean Blosset 1477-1489
- Pere de Borbó 1489-1503 (senyor de Beaujeu, príncep de Dombes, duc de Borbó, comte de Forez, comte d'Illa-Jordà, comte de Beaujolais, vescomte de Carlat i senyor de Château-Chinon, i duc d'Alvèrnia)
- Susanna de Borbó 1503-1505
- Carles I el conestable 1505-1527 (comte de Montpensier, comte de La Marca, duc de Borbó, d'Alvèrnia i de Châtellerault, comte de Forez, d'Illa-Jordà, vescomte de Carlat i Murat, senyor de Château-Chinon i Beaujeu, i príncep de Dombes)
- a la corona francesa 1527